# Yoshikazu Sunako
Yoshikazu Sunako (Japans: 砂子義一, Sunako Yoshikazu) (Kaohsiung, 23 september 1932 - 3 januari 2020) was een Japans motorcoureur.

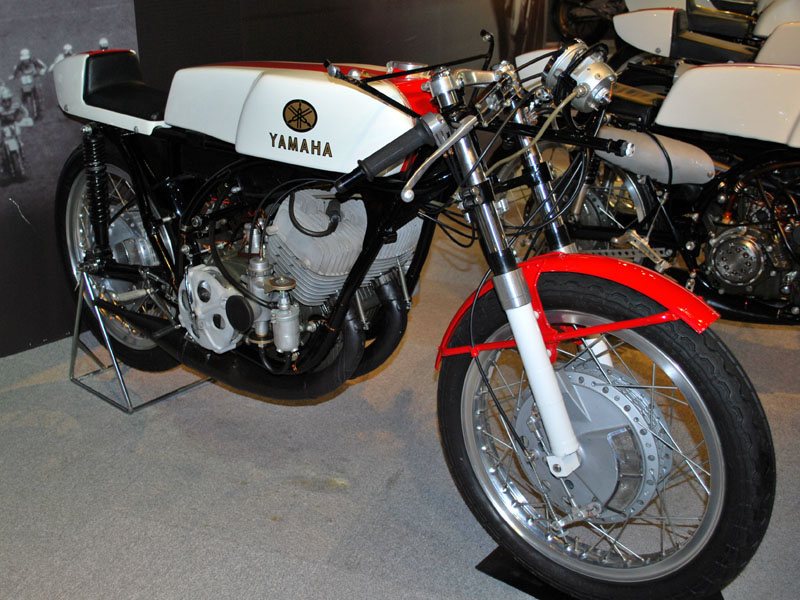
Yamaha RD 56

In 1961 werd Sunako met een 250 cc Yamaha RD 48 zesde in de Grand Prix-wegrace van België, achter zijn teamgenoot Fumio Ito. Dit was het eerste seizoen voor Yamaha in het wereldkampioenschap wegrace en Ito en Sunako waren pioniers die tot dat moment nog alleen op onverharde wegen in Japan hadden gereden. Samen met de Oost-Duitse MZ was de Yamaha de enige tweetaktmachine en het merk debuteerde pas in de derde Grand Prix, in Clermont-Ferrand. Daar werden Ito en Sunako nog 8e en 10e, maar in de Isle of Man TT viel Sunako uit. Zijn punt in België bleef het enige in het seizoen en hij werd daarmee 17e in het wereldkampioenschap. 
Yamaha besloot het jaar 1962 te gebruiken om de racemotoren verder te ontwikkelen en ook een 125cc-racer te bouwen. In 1963 kwam men dan ook in beide klassen aan de start, hoewel het optreden van de 125 cc Yamaha RA 75 beperkt bleef tot de laatste Grand Prix in Japan, waar Sunako er als enige mee reed en 7e werd. In de 250cc-klasse ging het beter: Sunako werd met de nieuwe Yamaha RD 56 vierde in de TT van Assen en in België werd hij tweede achter Ito. Hij eindigde het seizoen met de 6e plaats in het 250 cc wereldkampioenschap.
Vanaf 1964 vertrouwde Yamaha net als Honda en Suzuki op de kwaliteiten en de circuitkennis van westerse coureurs (bij Yamaha Phil Read, Mike Duff en Tommy Robb) en kwam Yoshikazu Sunako niet meer aan de start in het wereldkampioenschap.

## Wereldkampioenschap wegrace resultaten
(Races in cursief geven de snelste ronde aan)
| Jaar | Klasse | Team   | Motorfiets | 1     | 2     | 3     | 4       | 5     | 6     | 7     | 8     | 9     | 10    | 11    | 12    | Punten | Plaats | Overwinningen | Wereldkampioen                                     |
| ---- | ------ | ------ | ---------- | ----- | ----- | ----- | ------- | ----- | ----- | ----- | ----- | ----- | ----- | ----- | ----- | ------ | ------ | ------------- | -------------------------------------------------- |
| 1961 | 125 cc | Yamaha | RA 41      | SPA - | DUI - | FRA - | IOM DNF | NED 9 | BEL 6 | DDR - | ULS - | NAT - | ZWE - | ARG - |       | 1      | 17e    | 0             | Tom Phillis, Honda 2RC 143                         |
| 1961 | 250 cc | Yamaha | RD 48      | SPA - | DUI - | FRA - | IOM DNF | NED - | BEL - | DDR - | ULS - | NAT - | ZWE - | ARG - |       | 0      | -      | 0             | Mike Hailwood, Mondial 250 Bialbero / Honda RC 162 |
| 1963 | 125 cc | Yamaha | RA 75      | SPA - | DUI - | FRA - | IOM -   | NED - | BEL - | ULS - | DDR - | FIN - | NAT - | ARG - | JAP 7 | 0      | -e     | 0             | Hugh Anderson, Suzuki RT 63/RT 64                  |
| 1963 | 250 cc | Yamaha | RD 56      | SPA - | DUI - | FRA - | IOM DNF | NED 4 | BEL 2 | ULS - | DDR - |       | NAT - | ARG - | JAP - | 9      | 7e     | 0             | Jim Redman, Honda RC 163                           |